# 부신

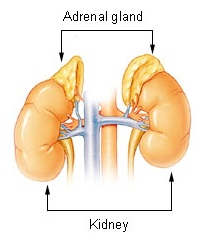
콩팥(Kidney)위에 자리한 부신(adrenal glands)들

부신(副腎, 영어: adrenal glands, suprarenal glands)은 좌우 콩팥 위에 각각 한개씩 있는 삼각형의 작은 내분비선이다. 동에 따라 크기·모양·신경분포가 다르며, 사람은 하나의 무게가 평균 4.5g, 너비 25mm, 길이 50mm, 두께 5mm 정도이다. 안쪽은 수질로 이루어져 있고 바깥쪽은 피질로 이루어져 있으며, 성인의 부신은 피질이 거의 90%를 차지하고 있다. 부신피질에서는 뇌하수체에서 분비된 부신피질자극호르몬의 자극을 받아, 코르티솔, 알도스테론 및 안드로겐 등의 스테로이드호르몬을 만들고, 수질은 특수한 신경세포로 구성된 내분비기관으로 에피네프린, 노르에피네프린 등의 소위 카테콜아민들을 만든다.

## 부신겉질
부신겉질에서 분비되는 코르티솔은 스트레스에 대응하여 분비되며, 몸에 저장되어 있던 에너지, 특히 포도당과 아미노산을 동원함으로써 당질대사에 밀접하게 관련되어 있어, 당류 코르티코이드라고 부르기도 한다. 그리고 림프구 등의 면역계를 억제하는 등 면역계의 통솔에 주역을 담당하고 있다. 알도스테론은 염류 코르티코이드라고 부르며 몸에 체액이 부족하면, 신장(콩팥)에서 레닌을 만들고, 이것이 간에서 나온 안지오텐시노겐에 작용하여 만들어지는 안지오텐신의 자극에 의해 분비되어, 신장에 가서 작용하여 염분의 재흡수를 촉진하는 효과를 나타내는 역할을 맡고 있다. 이를 레닌-안지오텐신-알도스테론 시스템이라고 부른다.

## 부신속질
부신속질에서 나오는 카테콜아민들은 스트레스에 대해 급히 반응하는 호르몬으로, 혈압을 상승시키고 심장의 박동을 증가시켜 혈액의 순환을 증대시키며, 간과 지방조직 등에 저장되어 있는 포도당과 지방산 등의 에너지를 동원하여 근육등 필요한 장기에 공급하는 효과를 나타내 전투태세를 갖추게 한다. 에피네프린과 노르에피네프린이 이에 해당된다. 흔히 싸우거나 도망가기 위한 급격한 에너지의 동원을 부신속질이 맡고 있으며, 코르티솔도 역시 에너지 동원에 기여하되, 불급하게 여겨지는 면역계를 일시 억제하고 있는 셈이다.

## 질환
부신질환은 부신속질 질환과 부신겉질 질환으로 나뉜다. 부신속질에 생기는 질환으로 유일하게 알려진 것은 갈색세포종으로 이 경우 에피네프린과 노르에피네프린이 지나치게 많이 분비된다. 증상으로는 주기적으로 고혈압이 나타나고 가슴이 두근거리며, 땀을 많이 흘리고, 망치로 두드리는 듯한 심한 두통과 불안 등을 들 수 있다. 속이 메스껍고 토하기도 하는데 이는 약물요법으로 거의 치료된다.
부신겉질 질환은 부신겉질 호르몬의 과다분비로 인한 기능항진증과 과소분비로 인한 기능감퇴증으로 나눌 수 있는데 후자는 애디슨병(Addison's disease)이라고 불린다. 부신피질 기능항진증은 양쪽 부신이 모두 커지는 선천성 질환이나, 부신 종양·비대 등에 의한 후천성 질환 때문에 생긴다. 여자아이에게 선천성 부신비대가 있으면 남성화와 가성반음양이 되며, 남자아이는 성적으로 조숙해진다. 후천성 부신기능항진증은 쿠싱증후군(Cushing's syndrome)이나 부신성기증후군으로 나타난다. 쿠싱증후군은 살이 찌고 얼굴이 달처럼 둥그스름해지며 월경이 없어지고, 고혈압·당뇨병·골다공증 등과 같은 질환이 생기며, 피부가 얇아지고 쉽게 멍이 들며, 전신에 힘이 없어지고 때로는 정신적인 장애도 나타난다. 부신성기증후군은 여자의 경우는 수염이 나거나 근육이 발달하는 등의 남성화가 진행되고, 사춘기 이전의 남자는 성적으로 조숙해진다.

## 같이 보기
- 만성 피로 증후군(CFS)
- 대사 증후군(메터볼릭 신드롬)
- 생활습관병

## 참고 문헌
- 《인간생명과학개론》, 김성연, 박재갑 엮음, 서울대학교출판부, 2005년
- 다음 백과사전